# Huttenschloss (Gemünden)

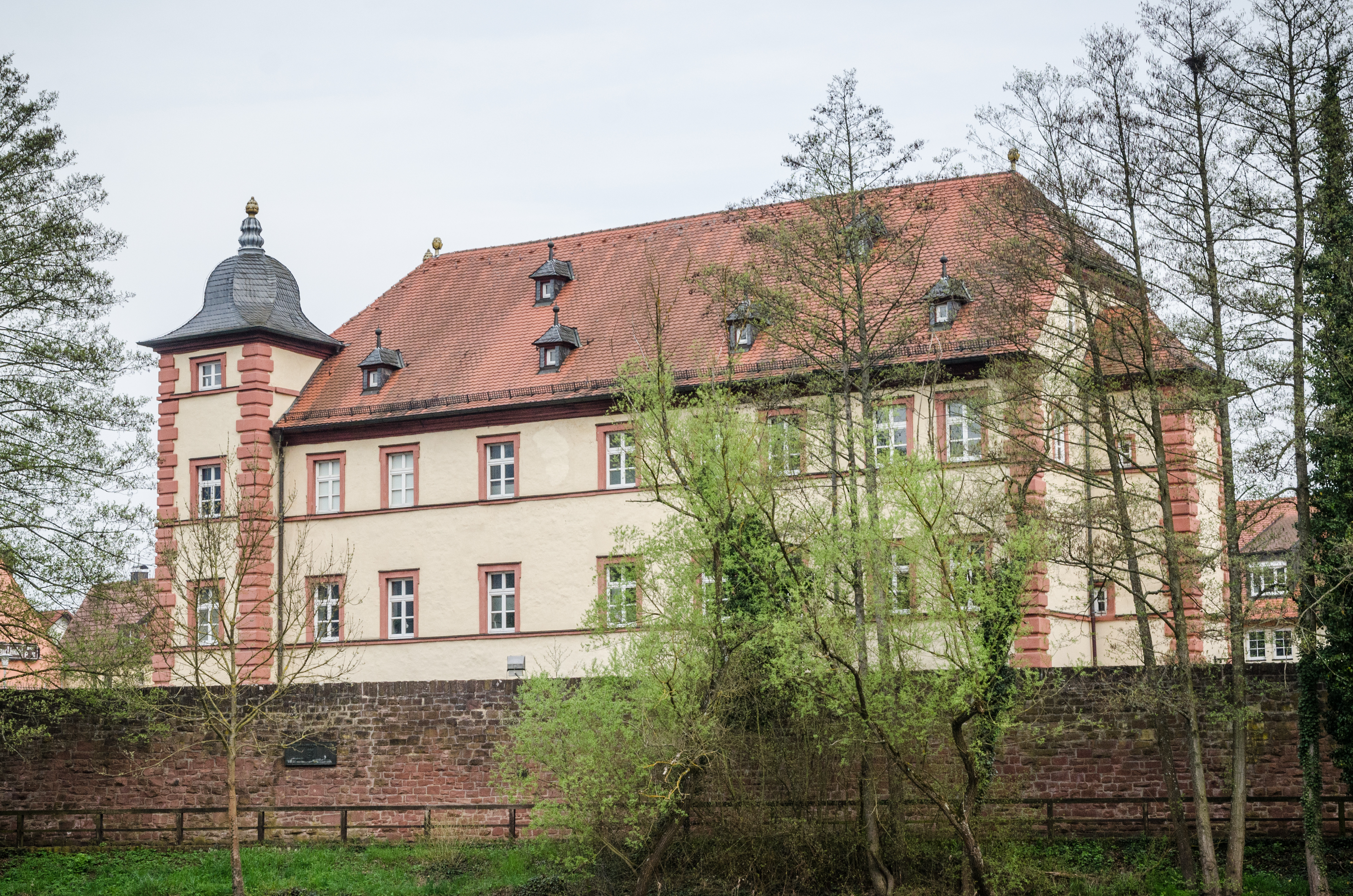
Das Hauptgebäude des Schlosses, Südseite zur Fränkischen Saale

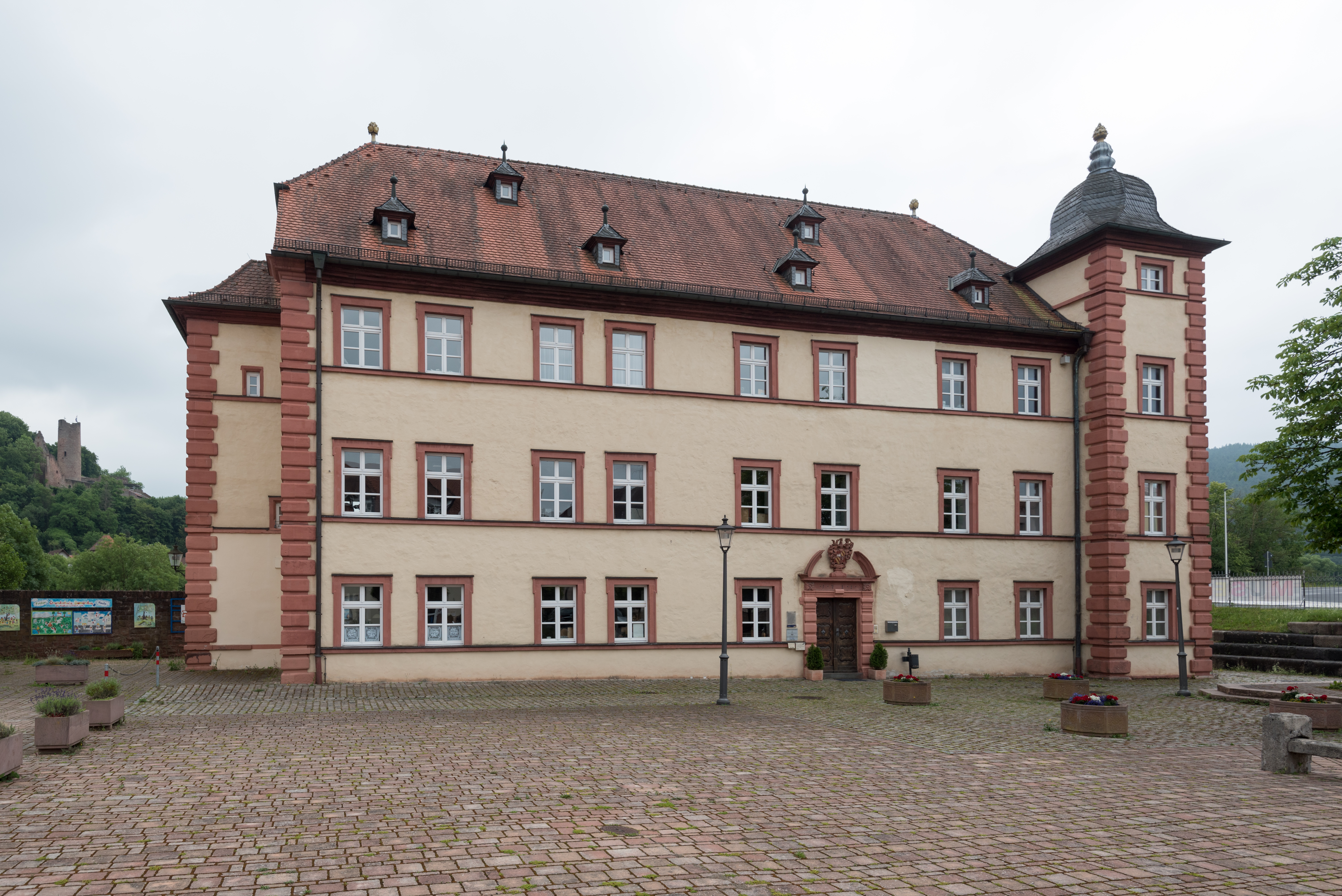
Nordseite zum Vorplatz

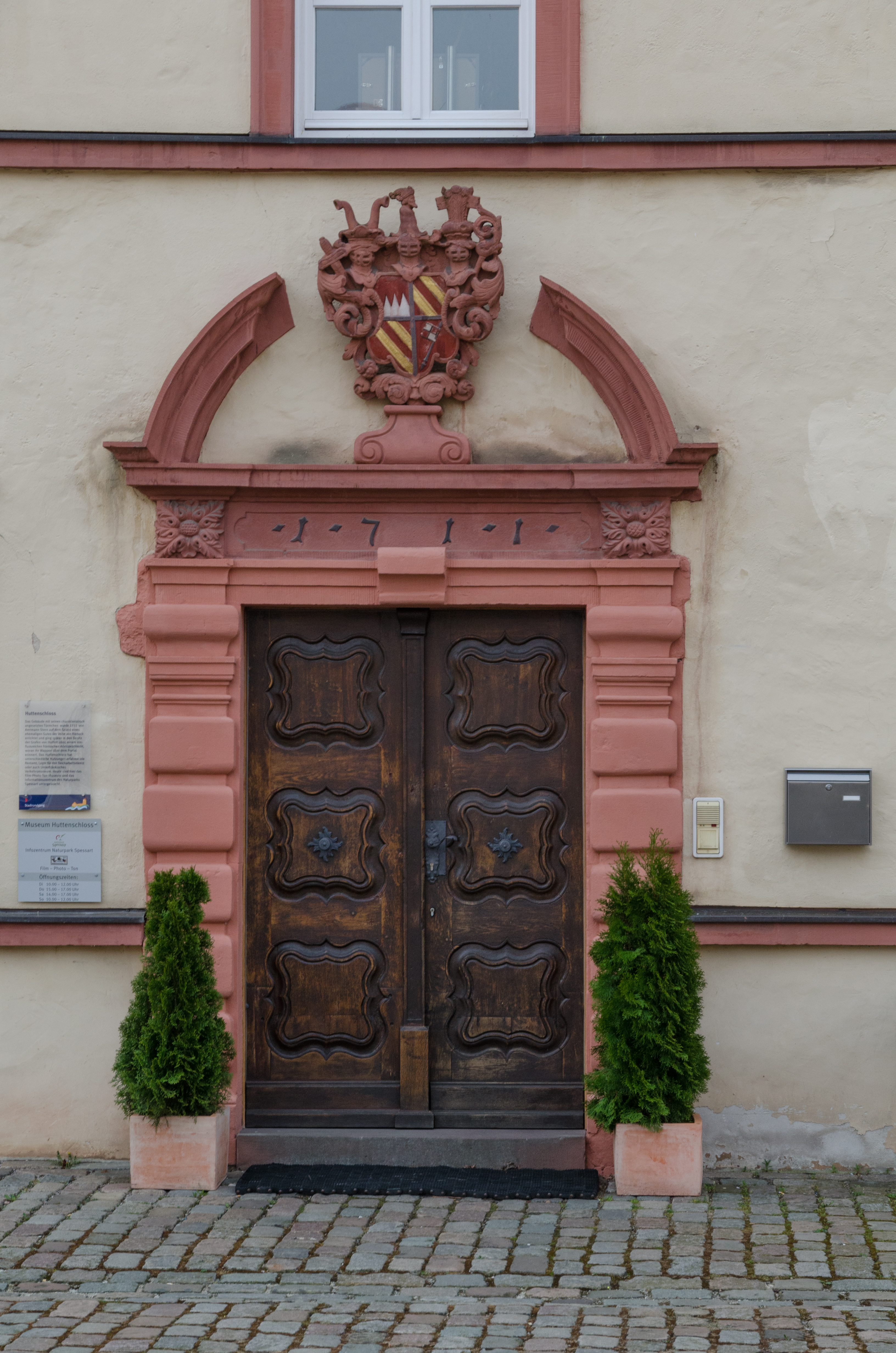
Portal mit huttischem Bischofswappen und Jahreszahl 1711

Das Huttenschloss ist ein ehemaliges Schloss auf 160 m NHN in der Frankfurter Straße 2 in Gemünden am Main im Landkreis Main-Spessart in Bayern.

## Geschichte
Das Huttenschloss wurde 1711 von Amtmann Adam Christian Stern auf dem Grund eines ehemaligen Gutes der Voit von Rieneck errichtet, das dieser bis 1717 besaß. Seit 1726 war das Schloss in Händen des Würzburgischen Oberamtmannes von Gerolzhofen Franz–Ludwig von Hutten zu Stolzenberg. In diesem Jahr kam es durch Tausch an Fürstbischof Christoph Franz von Hutten. Über dem Portal im nördlichen Haupteingang befindet sich dessen Wappen und die Jahreszahl der Errichtung. 
Das Gebäude wurde später unter anderem als Rentamt, Lager für den Reichsarbeitsdienst und Unterfränkisches Verkehrsmuseum benutzt. Es beherbergt heute das Film-Photo-Ton Museum und das Museum zur Stadtgeschichte von Gemünden. In einem Nebengebäude befindet sich die Historische Modellanlage Gemünden am Main um 1930.

## Beschreibung
Das dreigeschossige, fünf auf acht Achsen große Schlossgebäude liegt Südwest-Nordost ausgerichtet am rechten Ufer der Fränkischen Saale, die hier nach wenigen Metern in den Main mündet. An der südwestlichen und nordwestlichen Ecke steht je ein quadratischer vierstöckiger Turm mit barocker Haube. Das Gebäude wie auch die Ecktürme sind an den Ecken mit Spessart-Sandstein verblendet; das Schlossgebäude hat ein Krüppelwalmdach, auf dessen Längsseiten je 6, 4 zu 2 angeordnete, Dachgauben in Form einer Walmgaube mit First eingebaut sind. Die schmale Nordostseite des Schlossgebäudes hat eine weit vorspringende, aber schmale Auslucht, dessen Walmdach bis unter das Krüppelwalmdach des Gebäudes zieht. Die Anlage wurde nach 1988 saniert. 
Vermutlich gehörte das kleinere Nebengebäude nordöstlich einst zum Schlossensemble. Im Nordwesten liegt heute ein größerer Platz mit Brunnen, der u-förmig umbaut ist.